# Lijst van voetbalinterlands Albanië - Denemarken
Deze lijst van voetbalinterlands is een overzicht van alle officiële voetbalwedstrijden tussen de nationale teams van Albanië en Denemarken. De landen speelden tot op heden tien keer tegen elkaar, te beginnen met een kwalificatiewedstrijd voor het Europees kampioenschap voetbal 1964 op 29 juni 1963 in Kopenhagen. De laatste ontmoeting, een kwalificatiewedstrijd voor het Europees kampioenschap voetbal 2016, was op 4 september 2015 in Kopenhagen.

## Wedstrijden
| №  | Plaats     | Datum            | Competitie           | Wedstrijd            | Uitslag |
| -- | ---------- | ---------------- | -------------------- | -------------------- | ------- |
| 1  | Kopenhagen | 29 juni 1963     | EK 1964 kwalificatie | Denemarken – Albanië | 4 – 0   |
| 2  | Tirana     | 30 oktober 1963  | EK 1964 kwalificatie | Albanië – Denemarken | 1 – 0   |
| 3  | Kopenhagen | 2 juni 1993      | WK 1994 kwalificatie | Denemarken – Albanië | 4 – 0   |
| 4  | Tirana     | 8 september 1993 | WK 1994 kwalificatie | Albanië – Denemarken | 0 – 1   |
| 5  | Tirana     | 9 oktober 2004   | WK 2006 kwalificatie | Albanië – Denemarken | 0 – 2   |
| 6  | Kopenhagen | 8 juni 2005      | WK 2006 kwalificatie | Denemarken – Albanië | 3 – 1   |
| 7  | Kopenhagen | 1 april 2009     | WK 2010 kwalificatie | Denemarken – Albanië | 3 – 0   |
| 8  | Tirana     | 9 september 2009 | WK 2010 kwalificatie | Albanië – Denemarken | 1 – 1   |
| 9  | Elbasan    | 11 oktober 2014  | EK 2016 kwalificatie | Albanië – Denemarken | 1 – 1   |
| 10 | Kopenhagen | 4 september 2015 | EK 2016 kwalificatie | Denemarken – Albanië | 0 – 0   |

## Samenvatting
| Competitie      | Totaal gespeeld | Winst Albanië | Gelijk | Winst Denemarken | Doelsaldo Albanië – Denemarken |
| --------------- | --------------- | ------------- | ------ | ---------------- | ------------------------------ |
| WK-kwalificatie | 6               | 0             | 1      | 5                | 2 − 14                         |
| EK-kwalificatie | 4               | 1             | 2      | 1                | 2 − 5                          |
| Totaal          | 10              | 1             | 3      | 6                | 4 − 19                         |

Wedstrijden bepaald door strafschoppen worden, in lijn met de FIFA, als een gelijkspel gerekend.

## Details

### Derde ontmoeting
| WK 1994 kwalificatie (Kopenhagen, Denemarken, 2 juni 1993): |              | |
| Denemarken | 4 – 0        | Albanië |
| John Jensen 11' Frank Pingel 20' Peter Møller 29' Frank Pingel 41'                                                                                                  | goals        | |
| Richard Møller Nielsen | bondscoach   | Bejkush Birçe |
| Peter Schmeichel Brian Steen Nielsen Marc Rieper Lars Olsen Jakob Kjeldbjerg Michael Larsen John Jensen 82' Kim Vilfort Frank Pingel Peter Møller 64' Brian Laudrup | opstellingen | Perlat Musta Hysen Zmijani Adnan Ocelli Rudi Vata Ilir Shulku Artan Bano 80' Indrit Fortuzi 17' Sulejman Demollari Kastriot Peqini Sokol Kushta Altin Rraklli |
| Martin Johansen 64' Bjarne Goldbæk 82' | wissels      | 17' Kliton Bozgo 80' Alvaro Zalla |

### Vierde ontmoeting
| WK 1994 kwalificatie (Tirana, Albanië, 8 september 1993):                                                                                                   |              | |
| Albanië | 0 – 1        | Denemarken |
| | goals        | 64' Frank Pingel |
| Bejkush Birçe | bondscoach   | Richard Møller Nielsen |
| Foto Strakosha Hysen Zmijani Artur Lekbello Rudi Vata Ilir Shulku Artan Bano Lefter Millo Sulejman Demollari Salvator Kaçaj Sokol Kushta Indrit Fortuzi 46' | opstellingen | Peter Schmeichel Jakob Kjeldbjerg Lars Olsen Marc Rieper 54' Jakob Friis-Hansen 51' John Jensen Brian Steen Nielsen Kim Vilfort Michael Laudrup Brian Laudrup Frank Pingel |
| Alvaro Zalla 46' | wissels      | 51' Jes Høgh 54' Henrik Larsen |
| Salvador Kaçaj ??' Artan Bano ??' | gele kaarten | ??' Jakob Friis-Hansen ??' John Jensen ??' Jes Høgh |

### Vijfde ontmoeting
| WK 2006 kwalificatie (Tirana, Albanië, 9 oktober 2004):                                                                                     |              | |
| Albanië | 0 – 2        | Denemarken |
| | goals        | 52' Martin Jørgensen 72' Jon Dahl Tomasson |
| Hans-Peter Briegel | bondscoach   | Morten Olsen |
| Foto Strakosha Lorik Cana Besnik Hasi Klodian Duro Ardit Beqiri Altin Lala Altin Haxhi 67' Ervin Skela Devi Muka 79' Edvin Murati Igli Tare | opstellingen | Peter Skov-Jensen Christian Poulsen Brian Priske Thomas Helveg Niclas Jensen Per Krøldrup Thomas Gravesen 78' Jesper Grønkjær Jon Dahl Tomasson 83' Martin Jørgensen 46' Henrik Pedersen |
| Mehmet Dragusha 67' Alban Bushi 79' | wissels      | 46' Dennis Rommedahl 78' Thomas Kahlenberg 83' Jan Kristiansen |
| Edvin Murati 53' Klodian Duro 59' Devi Muka 78' Alban Bushi 80'                                                                             | gele kaarten | |

### Zesde ontmoeting
| WK 2006 kwalificatie (Kopenhagen, Denemarken, 8 juni 2005): |              | |
| Denemarken | 3 – 1        | Albanië |
| Søren Larsen 5' Søren Larsen 47' Martin Jørgensen 55' | goals        | 73' Erjon Bogdani |
| Morten Olsen | bondscoach   | Hans-Peter Briegel |
| Thomas Sørensen Thomas Helveg Per Nielsen Per Krøldrup Niclas Jensen Christian Poulsen Thomas Gravesen 60' Dennis Rommedahl 71' Jon Dahl Tomasson 86' Søren Larsen Martin Jørgensen | opstellingen | Ilion Lika Elvin Beqiri Adrian Aliaj Tefik Osmani 90' Redi Jupi Lorik Cana Besnik Hasi 66' Ervin Skela Altin Lala 82' Igli Tare Erjon Bogdani |
| Daniel Jensen 60' Michael Silberbauer 71' Kenneth Pérez 86' | wissels      | 66' Klodian Duro 82' Florian Myrtaj 90' Elvis Sina                                                                                            |
| | gele kaarten | 83' Klodian Duro |

### Zevende ontmoeting
| WK 2010 kwalificatie (Kopenhagen, Denemarken, 1 april 2009): |       |         |
| Denemarken                                                   | 3 – 0 | Albanië |
| Leon Andreasen 31' Søren Larsen 37' Christian Poulsen 80'    | goals |         |
| - Debuut van Migen Memelli (KF Tirana) voor Albanië.         |       |         |

### Achtste ontmoeting
| WK 2010 kwalificatie (Tirana, Albanië, 9 september 2009): |       |                      |
| Albanië                                                   | 1 – 1 | Denemarken           |
| Erjon Bogdani 51'                                         | goals | 40' Nicklas Bendtner |

### Negende ontmoeting
| EK 2016 kwalificatie (scheidsrechter Viktor Kassai, Elbasan, 11 oktober 2014): |              | |
| Albanië | 1 – 1        | Denemarken |
| Ermir Lenjani 38' | goals        | 81' Lasse Vibe |
| Gianni De Biasi | bondscoach   | Morten Olsen |
| Etrit Berisha Mërgim Mavraj Andi Lila 87' Taulant Xhaka 82' Elseid Hysaj Lorik Cana Ansi Agolli Burim Kukeli Amir Abrashi Ermir Lenjani Bekim Balaj 69'                             | opstellingen | Kasper Schmeichel Simon Kjær Andreas Bjelland 71' Peter Ankersen Nicolai Boilesen Michael Krohn-Dehli William Kvist Christian Eriksen 79' Pierre Højbjerg Nicklas Bendtner 46' Yussuf Poulsen |
| Sokol Cikalleshi 69' Valdet Rama 82' Debatik Curri 87' | wissels      | 46' Lasse Vibe 71' Uffe Bech 79' Thomas Kahlenberg |
| - 35ste en laatste internationale wedstrijd voor scheidsrechter Viktor Kassai (Hongarije). - Debuut van Uffe Bech (FC Nordsjælland) en Yussuf Poulsen (RB Leipzig) voor Denemarken. |              | |

### Tiende ontmoeting
| EK 2016 kwalificatie (scheidsrechter William Collum, Kopenhagen, 4 september 2015):                                                                                           |              | |
| Denemarken | 0 – 0        | Albanië |
| | goals        | |
| Morten Olsen | bondscoach   | Gianni De Biasi |
| Kasper Schmeichel Daniel Agger Simon Kjær Lars Jacobsen Riza Durmisi Michael Krohn-Dehli William Kvist 46' Nicolai Jørgensen Pierre Højbjerg Pione Sisto 46' Nicklas Bendtner | opstellingen | Etrit Berisha Lorik Cana Berat Djimsiti Arlind Ajeti Ansi Agolli Burim Kukeli 64' Amir Abrashi 64' Ermir Lenjani Taulant Xhaka 83' Shkëlzen Gashi Sokol Cikalleshi |
| Jakob Poulsen 46' Yussuf Poulsen 46' | wissels      | 64' Armando Sadiku 64' Migjen Basha 83' Odise Roshi |
| Lars Jacobsen 32' Simon Kjær 86' | gele kaarten | 32' Ansi Agolli 75' Arlind Ajeti 77' Burim Kukeli 86' Taulant Xhaka                                                                                                |
| - Debuut van Pione Sisto (FC Midtjylland) voor Denemarken. - Debuut van Berat Djimsiti (FC Zürich) voor Albanië.                                                              |              | |

FSHF · A-internationals · Bondscoaches · Statistieken · Albanees vrouwenelftal · Olympisch elftal · Albanië U21 · Albanië U20 · Albanië U19 · Albanië U18 · Albanië U17 · Albanië U16
1946 – 1949 · 
1950 – 1959 · 
1960 – 1969 · 
1970 – 1979 · 
1980 – 1989 · 
1990 – 1999 · 
2000 – 2009 · 
2010 – 2019 ·
2020 – 2029
EK 2016 · EK 2024
1946 · 
1947 · 
1948 · 
1949 · 
1950 · 
1951 · 
1952 · 
1953 · 
1954 · 1955 · 1956 · 
1957 · 
1958 · 
1959 · 1960 · 1961 · 1962 · 
1963 · 
1964 · 
1965 · 
1966 · 
1967 · 
1968 · 1969 · 
1970 · 
1971 · 
1972 · 
1973 · 
1974 · 1975 · 
1976 · 
1977 · 1978 · 1979 · 
1980 · 
1981 · 
1982 · 
1983 · 
1984 · 
1985 · 
1986 · 
1987 · 
1988 · 
1989 · 
1990 · 
1991 · 
1992 · 
1993 · 
1994 · 
1995 · 
1996 · 
1997 · 
1998 · 
1999 · 
2000 · 
2001 · 
2002 · 
2003 · 
2004 · 
2005 · 
2006 · 
2007 · 
2008 · 
2009 · 
2010 · 
2011 · 
2012 · 
2013 · 
2014 · 
2015 · 
2016 · 
2017 · 
2018 ·
2019 ·
2020 ·
2021 ·
2022 ·
2023 ·
2024
Algerije ·
Andorra ·
Argentinië ·
Armenië ·
Azerbeidzjan ·
Bahrein ·
België ·
Bosnië en Herzegovina ·
Bulgarije ·
Chili ·
China ·
Cuba ·
Cyprus ·
DDR ·
Denemarken ·
Duitsland ·
Engeland ·
Estland ·
Faeröer ·
Finland ·
Frankrijk ·
Georgië ·
Griekenland ·
Hongarije ·
Ierland ·
IJsland ·
Iran ·
Israël · 
Italië ·
Joegoslavië ·
Jordanië ·
Kameroen ·
Kazachstan ·
Kosovo ·
Kroatië ·
Letland ·
Liechtenstein ·
Litouwen ·
Luxemburg ·
Malta ·
Marokko ·
Mexico ·
Moldavië ·
Montenegro ·
Nederland ·
Noord-Ierland ·
Noord-Macedonië ·
Noorwegen ·
Oekraïne ·
Oezbekistan ·
Oostenrijk ·
Polen ·
Portugal ·
Qatar ·
Roemenië ·
Rusland ·
San Marino ·
Saoedi-Arabië ·
Schotland ·
Servië ·
Slovenië ·
Spanje ·
Tsjechië ·
Tsjecho-Slowakije ·
Turkije ·
Vietnam ·
Wales ·
Wit-Rusland ·
Zweden ·
Zwitserland
Frankrijk (2016) · 
Roemenië (2016) · 
Zwitserland (2016)
DBU · A-internationals · Selecties · Bondscoaches · Deens vrouwenelftal · Olympisch elftal · Denemarken U21 · Denemarken U20 · Denemarken U19 · Denemarken U18 · Denemarken U17 · Denemarken U16 · Vrouwen U17
1908 – 1919 ·
1920 – 1929 ·
1930 – 1939 ·
1940 – 1949 ·
1950 – 1959 ·
1960 – 1969 ·
1970 – 1979 ·
1980 – 1989 ·
1990 – 1999 ·
2000 – 2009 ·
2010 – 2019 ·
2020 − 2029
EK's: 1964 · 
1984 · 
1988 · 
1992 · 
1996 · 
2000 · 
2004 · 
2012 · 
2020 · 
2024
WK's: 1986 · 
1998 · 
2002 · 
2010 · 
2018 · 
2022
OS: 1908 · 
1912 · 
1920 · 
1948 · 
1952 · 
1960 · 
1972 · 
1992 · 
2016
1908 · 
1909 · 
1910 · 
1911 · 
1912 · 
1913 · 
1914 · 
1915 · 
1916 · 
1917 · 
1918 · 
1919 · 
1920 · 
1921 · 
1922 · 
1923 · 
1924 · 
1925 · 
1926 · 
1927 · 
1928 · 
1929 · 
1930 · 
1931 · 
1932 · 
1933 · 
1934 · 
1935 · 
1936 · 
1937 · 
1938 · 
1939 · 
1940 · 
1941 · 
1942 · 
1943 · 
1944 · 
1946 · 
1947 · 
1948 · 
1949 · 
1950 · 
1952 · 
1952 · 
1953 · 
1954 · 
1955 · 
1956 · 
1957 · 
1958 · 
1959 · 
1960 · 
1961 · 
1962 · 
1963 · 
1964 · 
1965 · 
1966 · 
1967 · 
1968 · 
1969 · 
1970 · 
1971 · 
1972 · 
1973 · 
1974 · 
1975 · 
1976 · 
1977 · 
1978 · 
1979 · 
1980 · 
1981 · 
1982 · 
1983 · 
1984 · 
1985 · 
1986 · 
1987 · 
1988 · 
1989 · 
1990 ·
1991 · 
1992 · 
1993 · 
1994 · 
1995 · 
1996 · 
1997 · 
1998 · 
1999 · 
2000 · 
2001 · 
2002 · 
2003 · 
2004 · 
2005 · 
2006 · 
2007 · 
2008 · 
2009 · 
2010 · 
2011 · 
2012 · 
2013 · 
2014 · 
2015 · 
2016 · 
2017 · 
2018 ·
2019 ·
2020 ·
2021 ·
2022 ·
2023
Albanië ·
Algerije ·
Argentinië ·
Armenië ·
Australië ·
België ·
Bermuda ·
Bosnië en Herzegovina · 
Brazilië ·
Bulgarije ·
Canada ·
Chili ·
Cyprus ·
DDR ·
Duitsland ·
Ecuador ·
Egypte ·
Engeland ·
Estland ·
Faeröer · 
Finland · 
Frankrijk ·
Gambia ·
Georgië ·
Ghana ·
Gibraltar ·
GOS ·
Griekenland ·
Honduras ·
Hongarije ·
Hongkong ·
Ierland ·
IJsland ·
Indonesië ·
Iran ·
Israël ·
Italië ·
Japan ·
Joegoslavië ·
Kameroen ·
Kazachstan ·
Kosovo · 
Kroatië · 
Letland ·
Liechtenstein ·
Litouwen ·
Luxemburg ·
Malta ·
Marokko ·
Mexico ·
Moldavië · 
Montenegro · 
Nederland ·
Nederlandse Antillen ·
Nigeria ·
Noord-Ierland ·
Noord-Macedonië ·
Noorwegen ·
Oekraïne ·
Oostenrijk ·
Panama ·
Paraguay ·
Peru ·
Polen ·
Portugal ·
Roemenië ·
Rusland ·
San Marino ·
Saoedi-Arabië ·
Schotland ·
Senegal ·
Servië ·
Singapore ·
Slovenië ·
Slowakije ·
Sovjet-Unie ·
Spanje ·
Suriname ·
Thailand ·
Togo · 
Tsjechië ·
Tsjecho-Slowakije ·
Tunesië · 
Turkije · 
Uruguay ·
Verenigde Arabische Emiraten ·
Verenigde Staten ·
Wales ·
Wit-Rusland ·
Zuid-Afrika ·
Zuid-Korea ·
Zweden ·
Zwitserland
Argentinië (1995) · 
Australië (2018) ·
Australië (2022) · 
België (2021) · 
Duitsland (1992) · 
Duitsland (2012) · 
Engeland (2021) · 
Finland (2021) · 
Frankrijk (2002) · 
Frankrijk (2018) · 
Japan (2010) · 
Kameroen (2010) · 
Kroatië (2018) · 
Nederland (2010) · 
Nederland (2012) · 
Peru (2018) · 
Portugal (2012) · 
Rusland (2021) · 
Senegal (2002) · 
Tsjechië (2021) · 
Uruguay (2002) · 
Wales (2021)